# Lodewijk van Orléans-Bourbon

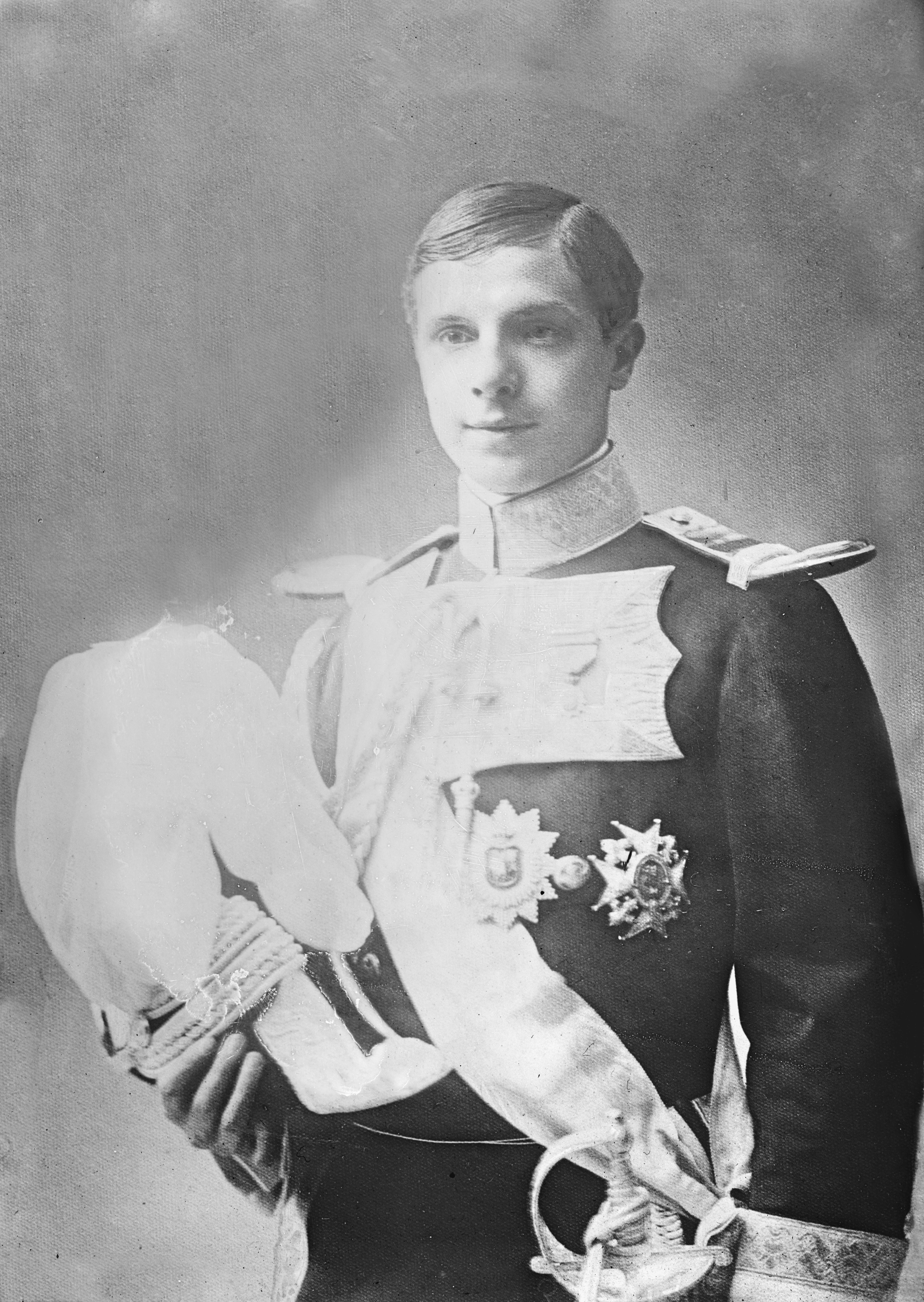
Lodewijk van Orléans-Bourbon

Lodewijk Ferdinand Maria Zacharias van Orléans-Bourbon (Madrid, 5 november 1888 - Parijs, 20 juni 1945) was een Spaanse infante.
Hij was de tweede en jongste zoon van Anton Maria van Orléans-Bourbon en diens vrouw Maria Eulalia van Spanje. Hij was een neef van de Spaanse koning Alfons XIII. Van moederszijde was hij een kleinzoon van koningin Isabella II van Spanje. 
In 1899 werden Lodewijk en zijn oudere broer Alfons naar Engeland gestuurd, om te worden onderwezen aan het jezuïtische Beaumont College. Ze bleven daar tot 1904. In de jaren twintig woonde Lodewijk in Frankrijk. Daar werd hij in 1924 in verband gebracht met illegale drugshandel en het land uitgezet. De Spaanse koning, Alfons XIII ontnam Lodewijk hierop zijn titels en verbood hem in Spanje te wonen. Hierop trok Lodewijk naar Lissabon. In 1926 werd hij aangehouden bij de Portugees-Spaanse grens, verkleed als vrouw met in zijn bagage allerlei smokkelwaar. 
In juli 1930 volgde de aankondiging van Lodewijks verloving met Marie Constance Charlotte Say, de eenendertig jaar oudere weduwe van prins Henri Amédée de Broglie, die haar het Kasteel van Chaumont-sur-Loire had nagelaten. Neven van de weduwe trachtten via de rechter een huwelijk te voorkomen, maar nadat de rechter de neven niet-ontvankelijk had verklaard en een commissie van wijzen had vastgesteld dat de weduwe toerekeningsvatbaar was, werd het huwelijk voltrokken. Het paar vestigde zich in San Remo, in een villa die het van Lodewijks moeder had gekregen. In 1935 werd Lodewijk opnieuw Frankrijk uitgezet, dit keer na een niet nader bekende actie van de zedenpolitie. Lodewijks vrouw overleed in 1943. In 1945 overleed Lodewijk zelf. Hij werd bijgezet in de Église du Coeur Immaculé de Marie, 51bis rue de la Pompe, Parijs.